# Katherine Jenkins
Katherine Jenkins OBE (født 29. juni 1980) er en walisisk sanger. Hun er mezzosopran og optræder med opera-arier, popsange, musikteater og hymner.
Efter at have vundet en sangkonkurrence i sin ungdom læste Jenkins på Royal Academy of Music, arbejdede som model og underviste i sang. Hun fik sit gennebrud i 2003, hvor hun sang i Westminster Cathedral til ære for Pave Johannes Paul 2.'s sølvjubilæum. Siden 2004 har hun udgivet en række albums der har opnået placeringer på både britiske og udenlandske hitlister. I 2005 og 2006 modtog hendes albums Classic Brit Awards for Album of the Year. Hun har afholdt mange koncerter og optrådt for Storbritanniens militær i både Irak og Afghanistan. Hun har også optrådt ved sportsbegivenheder, i tv og i forbindelse med velgørenhedsarrangementer..

## Diskografi
- Premiere (2004)
- Second Nature (2004)
- Living a Dream (2005)
- Serenade (2006)
- Rejoice (2007)
- Sacred Arias (2008)
- Believe (2009)
- Daydream (2011)
- This Is Christmas (2012)
- Home Sweet Home (2014)
- Celebration (2016)
- Guiding Light (2018)
- Cinema Paradiso (2020)